# Botanophila kanmiyai
Botanophila kanmiyai är en tvåvingeart som beskrevs av Masayoshi Suwa 1996. Botanophila kanmiyai ingår i släktet Botanophila och familjen blomsterflugor.
Artens utbredningsområde är Taiwan. Inga underarter finns listade i Catalogue of Life.